# 8564 Anomalocaris
8564 Anomalocaris eller 1995 UL3 är en asteroid i huvudbältet som upptäcktes den 17 oktober 1995 av de båda japanska astronomerna Takeshi Urata och Yoshisada Shimizu vid Nachi-Katsuura-observatoriet. Den är uppkallad efter leddjuret Anomalocaris.
Asteroiden har en diameter på ungefär 17 kilometer.